# 1763 az irodalomban

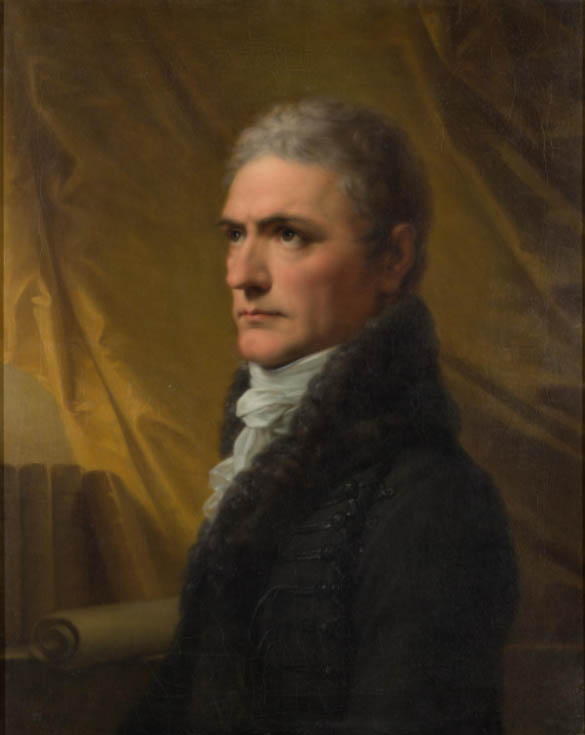
Batsányi János

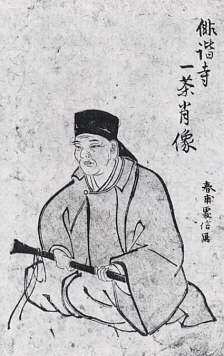
Kobajasi Issza

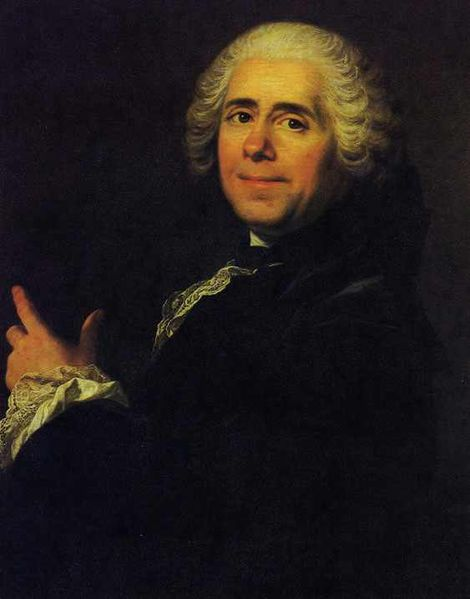
Pierre Marivaux

Az 1763. év az irodalomban.

## Megjelent új művek
- Szun Csu kínai irodalmár (írói nevén: Hengtang Tuj-si) antológiát állít össze: A Tang-kor háromszáz verse.
- Voltaire: Értekezés a türelemről (Traité sur la tolérance).
- Giuseppe Parini szatirikus poémája: Il giorno (A nap).
- Thomas Percy angol író, püspök óizlandi költeményeket fordít, illetve dolgoz át angolra: Five Pieces of Runic Poetry (A runa-költészet öt alkotása).[1]

## Születések
- március 21. – Jean Paul Richter német író († 1825)
- május 9. – Batsányi János magyar költő († 1845)
- június 15. – Kobajasi Issza japán haikuköltő († 1828)
- szeptember 24. – Kótsi Patkó János magyar színész, színigazgató, drámaíró, fordító († 1842)

## Halálozások
- február 12. – Pierre Marivaux francia regény- és drámaíró (* 1688)
- november 25. – Antoine François Prévost (Prévost abbé) francia író, műfordító, a Manon Lescaut világhírű szerzője (* 1697)